# Независимый поставщик программного обеспечения
Независимый поставщик программного обеспечения (англ. ISV, Independent Software Vendor) — компания, специализирующаяся на создании или продаже программного обеспечения, разработанного для продажи на массовом рынке или на специализированных (нишевых) рынках. Такие рынки могут быть разнообразными, например, программное обеспечение для риелторов (брокеров недвижимого имущества), работы с расписаниями для персонала больниц, считывания штрихкода, обслуживания склада и даже программного обеспечения для ухода за детьми, и т. п.
Специализированные продукты обычно дают организациям более высокую производительность в работе, чем «коробочное» программное обеспечение, такое, например, как электронные таблицы или базы данных в составе офисных пакетов. У самых больших компаний — разработчиков программного обеспечения, таких как Microsoft и IBM, есть специальные программы для ISV. Однако ISV создает и продает программные продукты, которые работают на одной или более компьютерной аппаратуре или платформах операционной системы. Компании, которые делают платформы, такие как Software AG, salesforce.com, BEA Systems, Microsoft, Novell, IBM, Sun Microsystems, Hewlett Packard, и Apple, поощряют и оказывают поддержку ISV-вендорам, часто со специальными программами «делового партнерства».
В целом, чем больше приложений, которые работают на платформе, тем более ценным это является для клиентов. Конечно, изготовители платформ, такие как Microsoft и IBM, тоже создают приложения, но не имеют ресурсов и, во многих случаях, специальных знаний, которые требуются, чтобы создавать приложения всех видов.
Некоторые ISV сосредотачиваются на специфической операционной системе, такой как AS/400, для малого бизнеса компании IBM, для которой есть тысячи приложений, созданных ISV. Другие ISV специализируются в какой-либо частной прикладной области, такой как поддержка инженерных работников, или разрабатывают программное обеспечение, в основном для высокопроизводительных Unix-платформ автоматизированного рабочего места.
ISV создают и продают программное обеспечение, которое добавляется в программные платформы. Производители OEM-оборудования используют компоненты платформы аппаратных средств, чтобы на их основе построить продукты. Торговые посредники, добавляющие стоимость, включают программное обеспечение платформ в собственные пакеты программных продуктов.